# 지미 헐리우드
지미 헐리우드(Jimmy Hollywood)는 미국에서 제작된 베리 레빈슨 감독의 1994년 범죄, 코미디, 드라마 영화이다. 조 페시 등이 주연으로 출연하였고 마크 존슨 등이 제작에 참여하였다.

## 출연

### 주연
- 조 페시
- 크리스찬 슬레이터
- 빅토리아 아브릴

### 조연
- 제이슨 베게
- 존 코스런 주니어

## 제작진
- 미술: 린다 데스세나
- 의상: 커스튼 에버버그
- 배역: 루이스 디지아이모